# Wolbórz (gmina)
Pour les articles homonymes, voir Wolbórz (homonymie).
Wolbórz est une gmina (commune) mixte ou urbaine-rurale (gmina miejsko-wiejska) du powiat de Piotrków, dans la Voïvodie de Łódź, dans le centre de la Pologne.
Son siège administratif (chef-lieu) est la ville de Wolbórz, qui se situe environ 16 kilomètres (km) au nord-est de Piotrków Trybunalski (siège du powiat) et 41 kilomètres au sud-est de la capitale régionale Łódź (capitale de la voïvodie).
Elle était anciennement classée comme gmina rurale, devenant urbaine-rurale quand Wolbórz a retrouvé son statut de ville le 1er janvier 2011.
La gmina couvre une superficie de 151,22 km2 pour une population de 7 646 habitants en 2006, avec une population pour la ville de Wolbórz de 2 381 habitants et une population de la partie rurale de 5 265 habitants.

## Géographie
Outre la ville de Wolbórz, la gmina inclut les villages de:
- Adamów
- Apolonka
- Bogusławice
- Bronisławów
- Brudaki
- Dębsko
- Golesze Duże
- Golesze Małe
- Golesze-Parcela
- Janów
- Kaleń
- Kolonia Dębina
- Komorniki
- Krzykowice
- Kuznocin
- Leonów
- Lubiaszów
- Lubiatów
- Lubiatów-Zakrzew
- Marianów
- Młoszów
- Młynary
- Polichno
- Proszenie
- Psary Stare
- Psary Witowskie
- Psary-Lechawa
- Stanisławów
- Studzianki
- Świątniki
- Swolszewice Duże
- Węgrzynów
- Żarnowica Duża
- Żarnowica Mała
- Żywocin

### Gminy voisines
La gmina de Wolbórz est voisine de:
- la ville de
  - Piotrków Trybunalski
- et des gminy suivantes :
  - Będków
  - Mniszków
  - Moszczenica
  - Sulejów
  - Tomaszów Mazowiecki
  - Ujazd

## Administration
De 1975 à 1998, la gmina était attachée administrativement à l'ancienne voïvodie de Sieradz.

Depuis 1999, elle fait partie de la nouvelle voïvodie de Łódź.

## Structure du terrain
D'après les données de 2007, la superficie de la commune de Wolbórz est de 151,22 kilomètres carrés, répartis comme telle :
- terres agricoles : 62 %
- forêts : 28 %

La commune représente 10,61 % de la superficie du powiat.

## Démographie
Données du 31 décembre 2007 :
| Description                           | Total  | Total | Femmes | Femmes | Hommes | Hommes |
| ------------------------------------- | ------ | ----- | ------ | ------ | ------ | ------ |
| Unité                                 | Nombre | %     | Nombre | %      | Nombre | %      |
| Population                            | 7 587  | 100   | 3 845  | 50,68  | 3 742  | 49,32  |
| Population enfants et ados (0-17 ans) | 1 153  | 15,2  | 554    | 7,3    | 599    | 7,9    |
| Population adultes (18-65 ans)        | 5 115  | 67,42 | 2 395  | 31,57  | 2 720  | 35,85  |
| Population séniors (+ 65 ans)         | 1 319  | 17,39 | 896    | 11,81  | 423    | 5,58   |